# Pardosa caucasica
Pardosa caucasica là một loài nhện trong họ Lycosidae.
Loài này thuộc chi Pardosa. Pardosa caucasica được Vladimir I. Ovtsharenko miêu tả năm 1979.